# Ћао (часопис)
Ћао : магазин за тинејџере је српски тинејџерски лист. Лист је штампан у Београду у издању Борбе. Излазио је од 1988. до 1994. године.

## Историјат
Најпопуларнији часопис за  урбано оријентисану омладину деведесетих година. Рекламни слоган је био "Увек је Ћао најбоље дао". Као и "ИТД" уз куповину овог листа се добијао постер најактуелнијих поп рок звезда. Из овог листа је израстао и "Ћао Тифо", први навијачки магазин у нашој земљи.

## Периодичност излажења
Лист је излазио два пута месечно.

## Место издавања и штампарија
Лист је штампан у Београду, у издању Борбе.